# Jakob Bänziger-Tobler
Jakob Bänziger-Tobler († 1657 in Kurzenberg (heute Heiden AR); heimatberechtigt in Herisau) war ein Schweizer Politiker und Kriegshauptmann aus dem Kanton Appenzell Ausserrhoden. 

## Leben
Jakob Bänziger-Tobler war mit einer Tochter von Andreas Tobler verheiratet und ein Neffe des Kurzenberger Gemeindehauptmanns Wälti Bänziger. Er arbeitete als Wirt und ab 1636 als Copeischreiber der Gemeinde Kurzenberg. Als Offizier hatte er das Kommando über eine der zwei 1642 aufgestellten Freifahnen. Von 1647 bis 1652 war er als Landeshauptmann Mitglied der Regierung von Appenzell Ausserrhoden. Seine Initiative zum Bau einer Kirche im nach Thal kirchgenössigen Kurzenberg führte zu heftigen Streitigkeiten um den Standort und letztlich zur Spaltung der Gemeinde. Von 1651 bis 1652 erbaute Jakob Bänziger-Tobler beinahe im Alleingang die Kirche in Heiden. Sein Vorgehen trug ihm die Gegnerschaft von Landammann Johannes Tanner sowie die Wegwahl aus der Landesregierung 1652 ein. Durch die Wahl ins Chorgericht 1654 und in die Landbuchrevisions-Kommission 1655 wurde er teilweise rehabilitiert. Von 1655 bis 1656 fungierte er zudem als Kriegshauptmann am Kurzenberg.